# Stacker (container)

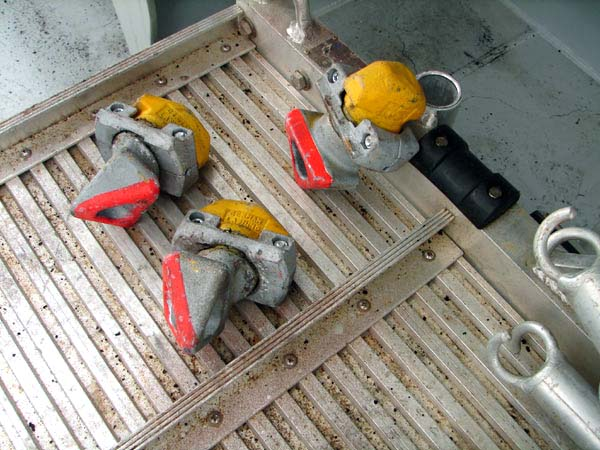
Automatische twistlocks

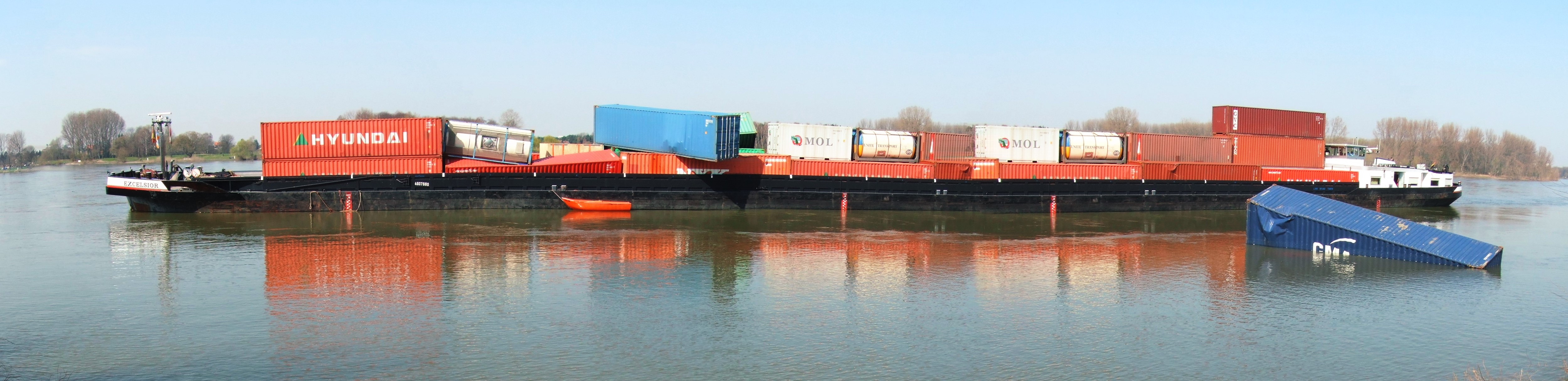
De Excelsior bij Keulen, waar de containers van overboord sloegen

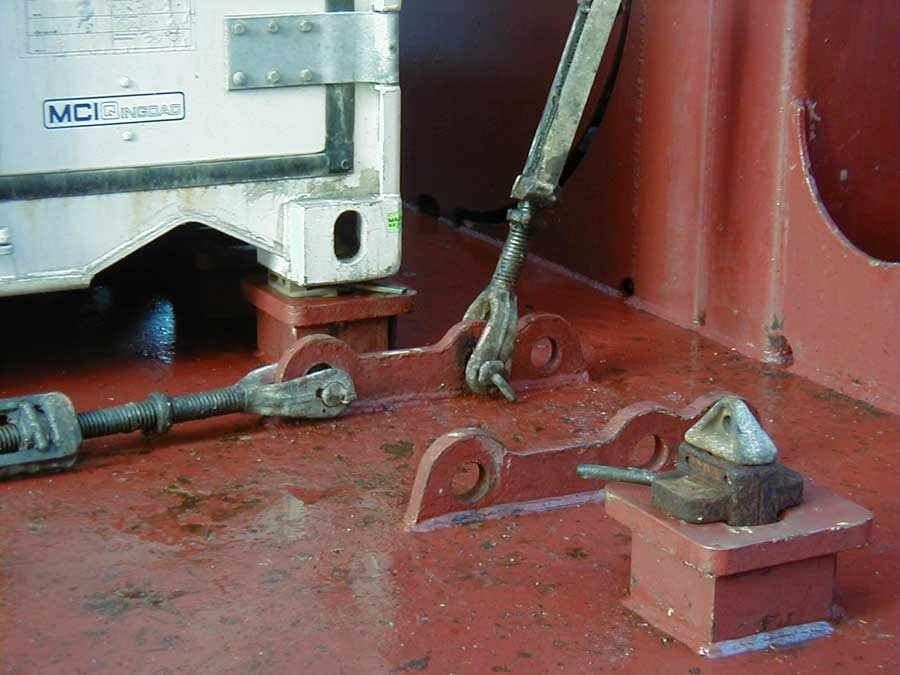
Twistlock en lashing rod

Met stacker wordt een stuk stuwadoorsgereedschap bedoeld, dat in het Engels wordt aangeduid met "stacking cone", een versie daarvan is de twistlock .
Het plaatsen van stackers wordt "stackeren" genoemd. De uitdrukking is: de containers zijn gestackerd. Het apparaat dient om gestapelde containers aan elkaar te koppelen, zodat ze onderling niet verschuiven. Met twistlocks worden ze zelfs aan elkaar vast gekoppeld.
Dat het zekeren van containers belangrijk is, bleek bij het ongeval in 2007 met de Excelsior op de Rijn. Bij het scheef vallen van het binnenschip schoven een flink aantal containers in de rivier, die daardoor meer dan een week voor alle scheepvaart was gestremd, wat zorgde voor flinke economische schade in de binnenvaart op de route.
Ondanks het plaatsen van stackers komt het voor, dat gestapelde containers omvallen, speciaal bij harde windvlagen. Om dat te voorkomen kan een speciale dubbel uitgevoerde versie van een stacker worden toegepast, die de stapels onderling horizontaal verbindt. Deze versie is bekend onder de naam Windbreaker.
Het komt voor dat het plaatsen van stackers door de bemanningsleden van een binnenschip wordt gedaan. Dat is dan service voor de verlader. Het is echter riskant, omdat volgens de wet laden, lossen, en stackeren bij de verlader horen en het schip en het varen onder de verantwoordelijkheid van de varende ondernemer vallen.